# Vitex evoluta
Vitex evoluta là một loài thực vật thuộc họ Verbenaceae. Đây là loài đặc hữu của New Caledonia.